# Енди Саливан
Енди Саливан (20. децембар 1995) је америчка фудбалерка која игра за клуб Washington Spirit на позицији везног играча. Такође игра и за женску репрезентацију САД-а.

## Детињство и младост
Одгајана у Лортону, Вирџинији, Енди је најмлађа од четворо браће и сестара и похађала је средњу школу у родном граду. Као тинејџерка, играла је за клубове Bethesda Soccer Club (Freedom) и McLean Youth Soccer. Године 2013, Национално удружење фудбалских тренера Америке прогласило је Енди најбољом младом фудбалерком године.
Током своје прве сезоне 2014. године на факултету, Енди је стартовала у 23 од 24 меча у којима је играла. Она је постигла свој први погодак за клуб Stanford Cardinal током меча против Дејтонског клуба и имала је четири асистенције током сезоне.

## Каријера

### Washington Spirit Reserves 2012–2015
Саливан је играла у USL W-лиги током сезона 2012–2015. Играла је у клубу D.C. United Women 2012, која је касније преименована у Washington Spirit Reserves за сезоне 2013–2015.

### Washington Spirit 2018–сад
Дана 18. јануара 2018. године, Енди је изабрана да игра у првом тиму. Она се појављивала у свакој утакмици за клуб, осим у последњој утакмици у сезони где је имала обавеза са репрезентацијом.
Она је проглашена за финалисткињу 2018. године за најбољу дебитанткињу, а завршила је на другом месту.
Године 2019. је изабрана за капитена тима.

## Репрезентација
Енди је представљала своју земљу у сениорском националном тиму, као и у националним тимовима млађих од 15 година, млађих од 17 година, испод 20 година. Такође се такмичила за Сједињене Државе на КОНКАКАФ женском првенству испод-17 у Гватемали 2012. године, где је помогла репрезентацији млађој од 17 година да освоји злато. Иако је била најмлађа играчица на попису репрезентација млађих од 20 година на женском У-20 првенству КОНКАКАФ 2014. године, она је била замена капитена тима за ФИФА испод-20 2014. године.
Дана 23. августа 2018. године именована је за испод-23 репрезентацију Сједињених Држава за нордијски турнир 2018.
Свој први меч је имала у сениорској репрезентацији током међународног пријатељског меча против Швајцарске, 19. октобра 2016, и зарадила је титулу најбоља играчица меча због својих импресивних перформанси. Прву асистенцију имала је неколико дана касније, 23. октобра 2016. године. Потом је играла у још два меча 10. и 13. новембра где је имала још једну асистенцију. Међутим, задобила је повреду током утакмице на колеџу 18. новембра 2016. па велики део сезоне је пропустила због повреде, али вратила се у национални тим 19. октобра 2017. године.
Године 2018. је освојила SheBelieves Cup првенство са репрезентацијом.

## Приватни живот
Дана 14. децембра 2019. се удала за фудбалера Дру Скандрича.